# Giro d’Italia 2023/3. Etappe
Die 3. Etappe des Giro d’Italia 2023 fand am 8. Mai 2023 statt. Sie führte aus der Region Abruzzen in die südliche Region Basilikata. Die Strecke führte von Vasto über 216 Kilometer nach Melfi. Nach der Etappe hatten die Fahrer insgesamt 434,6 Kilometer zurückgelegt haben, was 12,5 % der Gesamtdistanz entsprach. Die Organisatoren der Rundfahrt bewerteten die Schwierigkeit der Etappe mit drei von fünf Sternen.

## Streckenverlauf
Der neutralisierte Start erfolgte in Vasto vor dem Castello Caldoresco. Im Anschluss folgten die Fahrer dem Corso Giuseppe Garibaldi und der Via Ciccarone, ehe sie auf die SS 16 gelangten, die entlang der Küste ins südlichere Marina di Vasto führte, wo das Rennen nach 9,5 Kilometern freigegeben wurde.
Nach dem offiziellen Start verlief die Strecke über Termoli unmittelbar neben der Küste des Adriatischen Meeres, bevor sie kurz vor dem Gargano ins Landesinnere drehte und über San Severo nach Foggia führte. Hier wurde nach 107 gefahrenen Kilometern der erste Zwischensprint ausgefahren. Auf direktem Weg ging es nun auf der SS 655 in Richtung Süden, ehe die Fahrer auf die SS 401 wechselten, die entlang des Flusses Fiumara di Atella verlief, der die Grenze zwischen den Regionen Kampanien und Basilikata bildet. Nach 170 flachen Kilometern begann die Straße nun anzusteigen und führte zu den Seen von Monticchio (705 m s.l.m.), wo 33 Kilometer vor dem Ziel eine Bergwertung der 3. Kategorie abgenommen wurde. Nachdem die Kuppe überquert wurde, folgte ein kurzes Plateau, ehe die Straße erneut zu steigen begann und auf den Valico la Croce (858 m s.l.m.) führte, der 25,9 Kilometer vor dem Ziel erreicht wurde und als Anstieg der 4. Kategorie klassifiziert war. Insgesamt umfasste die Serie der beiden Anstiege rund 13,5 Kilometer, wobei die Steigungsprozente mit Ausnahme des Flachstücks bei rund 7 % lagen. Nachdem der höchste Punkt der Etappe überquert worden war, folgte eine deutlich flachere Abfahrt die über Rionero in Vulture und Barile nach Rapolla führte. Hier wurde 9,7 Kilometer vor dem Ziel der zweite Zwischensprint ausgefahren, ehe die anschließenden Kilometer leicht ansteigend nach Melfi in Angriff genommen wurden. Die Fahrer passierten das Zentrum der Stadt auf der SS 303 und bogen rund einen Kilometer vor dem Ziel links ab. Nachdem die Ponte Arcobaleno überquert worden war, folgten eine Links- und eine Rechtskurve, ehe die kurze Zielgerade auf der Via Antonio Meucci erreicht wurde, die leicht ansteigend zum Ziel führte.
|                            | Ort                 | Kilometer | Länge (km) | Höhe (m) | Ø Steigung | max. Steigung |
| -------------------------- | ------------------- | --------- | ---------- | -------- | ---------- | ------------- |
| neutralisierter Start      | Vasto               | −9,5      |            |          |            |               |
| offizieller Start          | Marina di Vasto     | 0         |            |          |            |               |
| Zwischensprint             | Foggia              | 107       |            |          |            |               |
| Bergwertung (3. Kategorie) | Laghi di Monticchio | 180       | 6,3        | 705      | 6,4 %      | 10 %          |
| Bergwertung (4. Kategorie) | Valico la Croce     | 187,1     | 2,6        | 858      | 7,6 %      | 10 %          |
| Zwischensprint             | Rapolla             | 203,3     |            |          |            |               |
| Ziel                       | Melfi               | 213       |            |          |            |               |

## Rennverlauf
Unmittelbar nach dem Start setzten sich mit Alexander Konychev und Veljko Stojnić zwei Fahrer des Team Corratec vom Hauptfeld ab. Sie fuhren einen maximalen Vorsprung von rund sieben Minuten heraus, ehe die Mannschaften Trek-Segafredo und Team Jayco AlUla mit der Nachführarbeit begannen.
Beim ersten Zwischensprint in Foggia sicherte sich Alexander Konychev den ersten Platz vor seinem Teamkollegen Veljko Stojnić, während Mads Pedersen (Trek-Segafredo) den Sprint im Peloton gewann. Rund 90 Kilometer vor dem Ziel begann es zu regnen, ehe die Fahrer den ersten kategorisierten Anstieg des Tages in Angriff nahmen. Nun forcierten die Mannschaften Jayco AlUla und Trek-Segafredo das Tempo erneut, was dazu führte, dass neben Mark Cavendish (Astana Qazaqstan Team), Fernando Gaviria (Movistar Team) und Jonathan Milan (Bahrain Victorious), dem Träger des Violetten Trikots, zahlreiche sprintstarke Fahrer zurückfielen. Zudem sank der Vorsprung der Spitzengruppe weiter und mit Veljko Stojnić wurde der letzte Ausreißer rund 36 Kilometer vor dem Ziel gestellt. Die Bergwertung bei den Laghi di Monticchio gewann der Franzose Thibaut Pinot (Groupama-FDJ) vor dem Kolumbianer Santiago Buitrago (Bahrain Victorious) und sicherte sich neun Punkte. Nach einem kurzen Plateau folgte die kürzere Auffahrt des Valico la Croce, der rund 25 Kilometer vor dem Ziel überquert wurde. Kurz vor der Kuppe fiel mit Mads Pedersen ein weiterer endschneller Fahrer zurück, ehe er in der Abfahrt wieder zum Peloton aufschloss. Thibaut Pinot gewann auch die zweite Bergwertung des Tages und baute so seine Führung in der Sonderwertung weiter aus.
Nach dem Valico la Croce bildete sich ein rund 60 Fahrer umfassendes Hauptfeld in dem mit Mads Pedersen, Kaden Groves (Alpecin-Deceuninck) und Michael Matthews (Jayco AlUla) drei Top-Sprinter vertreten waren. Dahinter formierte sich eine Verfolgergruppe, die einen Rückstand von rund einer Minute aufwies, jedoch nicht mehr zur Spitze des Rennens aufschließen konnte. In der Abfahrt kam João Almeida (UAE Team Emirates) zu Sturz, konnte jedoch wieder zum reduzierten Hauptfeld aufschließen. Im zweiten Zwischensprint setzte sich der Gesamtführende Remco Evenepoel (Soudal Quick-Step) vor Primož Roglič (Jumbo-Visma) durch und baute seine Führung in der Gesamtwertung weiter aus. Im Zielsprint setzte sich Michael Matthews im Sprint vor Mads Pedersen und Kaden Groves durch und feierte seinen dritten Etappensieg beim Giro d’Italia.
In der Gesamtwertung baute Remco Evenepoel seinen Vorsprung weiter aus und lag nun 32 Sekunden vor João Almeida und 44 Sekunden vor Primož Roglič, während Filippo Ganna (Ineos Grenadiers) mehrere Minuten verlor und aus den Top 10 fiel. Thibaut Pinot übernahm die Führung in der Bergwertung und lag nun mit zwölf Punkten vor seinem Landsmann Paul Lapeira (AG2R Citroën Team). Jonathan Milan verteidigte das Violette Trikot der Punktewertung und das UAE Team Emirates die Mannschaftswertung.

## Ergebnis
| \| Etappenergebnis \| Etappenergebnis \| Etappenergebnis \| Etappenergebnis \| Etappenergebnis \| \| Fahrer \| Fahrer \| Land \| Team \| Zeit \| \| --------------- \| ----------------- \| --------------- \| ------------------------ \| --------------- \| \| 1. \| Michael Matthews \| Australien \| Team Jayco AlUla \| 5 h 01 min 41 s \| \| 2. \| Mads Pedersen \| Dänemark \| Trek-Segafredo \| + 0 s \| \| 3. \| Kaden Groves \| Australien \| Alpecin-Deceuninck \| + 0 s \| \| 4. \| Vincenzo Albanese \| Italien \| Eolo-Kometa \| + 0 s \| \| 5. \| Stefano Oldani \| Italien \| Alpecin-Deceuninck \| + 0 s \| \| 6. \| Sven Erik Bystrøm \| Norwegen \| Intermarché-Circus-Wanty \| + 0 s \| \| 7. \| Primož Roglič \| Slowenien \| Jumbo-Visma \| + 0 s \| \| 8. \| Simone Velasco \| Italien \| Astana Qazaqstan Team \| + 0 s \| \| 9. \| Toms Skujiņš \| Lettland \| Trek-Segafredo \| + 0 s \| \| 10. \| Andrea Vendrame \| Italien \| AG2R Citroën Team \| + 0 s \| |                   |            |                          |                 |
| |                   |            |                          |                 |
| Quelle: ProCyclingStats |                   |            |                          |                 |
| Etappenergebnis |                   |            |                          |                 |
| Fahrer | Fahrer            | Land       | Team                     | Zeit            |
| 1. | Michael Matthews  | Australien | Team Jayco AlUla         | 5 h 01 min 41 s |
| 2. | Mads Pedersen     | Dänemark   | Trek-Segafredo           | + 0 s           |
| 3. | Kaden Groves      | Australien | Alpecin-Deceuninck       | + 0 s           |
| 4. | Vincenzo Albanese | Italien    | Eolo-Kometa              | + 0 s           |
| 5. | Stefano Oldani    | Italien    | Alpecin-Deceuninck       | + 0 s           |
| 6. | Sven Erik Bystrøm | Norwegen   | Intermarché-Circus-Wanty | + 0 s           |
| 7. | Primož Roglič     | Slowenien  | Jumbo-Visma              | + 0 s           |
| 8. | Simone Velasco    | Italien    | Astana Qazaqstan Team    | + 0 s           |
| 9. | Toms Skujiņš      | Lettland   | Trek-Segafredo           | + 0 s           |
| 10. | Andrea Vendrame   | Italien    | AG2R Citroën Team        | + 0 s           |

## Gesamtstände
| \| Gesamtwertung \| Gesamtwertung \| Gesamtwertung \| Gesamtwertung \| Gesamtwertung \| \| Fahrer \| Fahrer \| Land \| Team \| Zeit \| \| ------------- \| ------------------ \| ---------------------- \| ----------------- \| ---------------- \| \| 1. \| Remco Evenepoel \| Belgien \| Soudal Quick-Step \| 10 h 18 min 07 s \| \| 2. \| João Almeida \| Portugal \| UAE Team Emirates \| + 32 s \| \| 3. \| Primož Roglič \| Slowenien \| Jumbo-Visma \| + 44 s \| \| 4. \| Stefan Küng \| Schweiz \| Groupama-FDJ \| + 46 s \| \| 5. \| Geraint Thomas \| Vereinigtes Königreich \| Ineos Grenadiers \| + 58 s \| \| 6. \| Alexander Wlassow \| Neutrales Banner \| Bora-Hansgrohe \| + 58 s \| \| 7. \| Tao Geoghegan Hart \| Vereinigtes Königreich \| Ineos Grenadiers \| + 1 min 02 s \| \| 8. \| Michael Matthews \| Australien \| Team Jayco AlUla \| + 1 min 02 s \| \| 9. \| Jay Vine \| Australien \| UAE Team Emirates \| + 1 min 08 s \| \| 10. \| Mads Pedersen \| Dänemark \| Trek-Segafredo \| + 1 min 18 s \| |                    |                        |                   |                  |
| |                    |                        |                   |                  |
| Quelle: ProCyclingStats |                    |                        |                   |                  |
| Gesamtwertung |                    |                        |                   |                  |
| Fahrer | Fahrer             | Land                   | Team              | Zeit             |
| 1. | Remco Evenepoel    | Belgien                | Soudal Quick-Step | 10 h 18 min 07 s |
| 2. | João Almeida       | Portugal               | UAE Team Emirates | + 32 s           |
| 3. | Primož Roglič      | Slowenien              | Jumbo-Visma       | + 44 s           |
| 4. | Stefan Küng        | Schweiz                | Groupama-FDJ      | + 46 s           |
| 5. | Geraint Thomas     | Vereinigtes Königreich | Ineos Grenadiers  | + 58 s           |
| 6. | Alexander Wlassow  | Neutrales Banner       | Bora-Hansgrohe    | + 58 s           |
| 7. | Tao Geoghegan Hart | Vereinigtes Königreich | Ineos Grenadiers  | + 1 min 02 s     |
| 8. | Michael Matthews   | Australien             | Team Jayco AlUla  | + 1 min 02 s     |
| 9. | Jay Vine           | Australien             | UAE Team Emirates | + 1 min 08 s     |
| 10. | Mads Pedersen      | Dänemark               | Trek-Segafredo    | + 1 min 18 s     |

| Punktewertung | Punktewertung    | Punktewertung | Punktewertung              | Punktewertung |
| Fahrer        | Fahrer           | Land          | Team                       | Punkte        |
| ------------- | ---------------- | ------------- | -------------------------- | ------------- |
| 1.            | Jonathan Milan   | Italien       | Bahrain Victorious         | 53 P.         |
| 2.            | Kaden Groves     | Australien    | Alpecin-Deceuninck         | 39 P.         |
| 3.            | Michael Matthews | Australien    | Team Jayco AlUla           | 38 P.         |
| 4.            | David Dekker     | Niederlande   | Arkéa-Samsic               | 35 P.         |
| 5.            | Mads Pedersen    | Dänemark      | Trek-Segafredo             | 26 P.         |
| 6.            | Arne Marit       | Belgien       | Intermarché-Circus-Wanty   | 23 P.         |
| 7.            | Remco Evenepoel  | Belgien       | Soudal Quick-Step          | 15 P.         |
| 8.            | Marius Mayrhofer | Deutschland   | Team DSM                   | 14 P.         |
| 9.            | Fernando Gaviria | Kolumbien     | Movistar Team              | 14 P.         |
| 10.           | Stefano Gandin   | Italien       | Team Corratec-Selle Italia | 12 P.         |

| Bergwertung | Bergwertung        | Bergwertung            | Bergwertung        | Bergwertung |
| Fahrer      | Fahrer             | Land                   | Team               | Punkte      |
| ----------- | ------------------ | ---------------------- | ------------------ | ----------- |
| 1.          | Thibaut Pinot      | Frankreich             | Groupama-FDJ       | 12 P.       |
| 2.          | Paul Lapeira       | Frankreich             | AG2R Citroën Team  | 6 P.        |
| 3.          | Thomas Champion    | Frankreich             | Cofidis            | 4 P.        |
| 4.          | Santiago Buitrago  | Kolumbien              | Bahrain Victorious | 4 P.        |
| 5.          | Tao Geoghegan Hart | Vereinigtes Königreich | Ineos Grenadiers   | 3 P.        |
| 6.          | João Almeida       | Portugal               | UAE Team Emirates  | 2 P.        |
| 7.          | Mattia Bais        | Italien                | Eolo-Kometa        | 2 P.        |
| 8.          | Callum Scotson     | Australien             | Team Jayco AlUla   | 2 P.        |
| 9.          | Laurens De Plus    | Belgien                | Ineos Grenadiers   | 2 P.        |
| 10.         | Marius Mayrhofer   | Deutschland            | Team DSM           | 1 P.        |

| Nachwuchswertung | Nachwuchswertung   | Nachwuchswertung | Nachwuchswertung      | Nachwuchswertung |
| Fahrer           | Fahrer             | Land             | Team                  | Zeit             |
| ---------------- | ------------------ | ---------------- | --------------------- | ---------------- |
| 1.               | Remco Evenepoel    | Belgien          | Soudal Quick-Step     | 10 h 18 min 07 s |
| 2.               | João Almeida       | Portugal         | UAE Team Emirates     | + 32 s           |
| 3.               | Ilan Van Wilder    | Belgien          | Soudal Quick-Step     | + 1 min 34 s     |
| 4.               | Andreas Leknessund | Norwegen         | Team DSM              | + 1 min 40 s     |
| 5.               | Stefano Oldani     | Italien          | Alpecin-Deceuninck    | + 1 min 59 s     |
| 6.               | Michel Heßmann     | Deutschland      | Jumbo-Visma           | + 1 min 59 s     |
| 7.               | Thymen Arensman    | Niederlande      | Ineos Grenadiers      | + 2 min 05 s     |
| 8.               | Ben Healy          | Irland           | EF Education-EasyPost | + 2 min 07 s     |
| 9.               | Marco Frigo        | Italien          | Israel-Premier Tech   | + 2 min 15 s     |
| 10.              | Santiago Buitrago  | Kolumbien        | Bahrain Victorious    | + 2 min 24 s     |

| Mannschaftswertung | Mannschaftswertung    | Mannschaftswertung           | Mannschaftswertung |
| Team               | Team                  | Land                         | Zeit               |
| ------------------ | --------------------- | ---------------------------- | ------------------ |
| 1.                 | UAE Team Emirates     | Vereinigte Arabische Emirate | 30 h 56 min 33 s   |
| 2.                 | Ineos Grenadiers      | Vereinigtes Königreich       | + 13 s             |
| 3.                 | Soudal Quick-Step     | Belgien                      | + 32 s             |
| 4.                 | Groupama-FDJ          | Frankreich                   | + 1 min 32 s       |
| 5.                 | Bora-Hansgrohe        | Deutschland                  | + 1 min 38 s       |
| 6.                 | Team Jayco AlUla      | Australien                   | + 1 min 58 s       |
| 7.                 | Jumbo-Visma           | Niederlande                  | + 2 min 02 s       |
| 8.                 | Bahrain Victorious    | Bahrain                      | + 2 min 28 s       |
| 9.                 | Trek-Segafredo        | Vereinigte Staaten           | + 2 min 40 s       |
| 10.                | EF Education-EasyPost | Vereinigte Staaten           | + 2 min 56 s       |